# Recours contentieux en droit administratif français
 (octobre 2018).
Si vous disposez d'ouvrages ou d'articles de référence ou si vous connaissez des sites web de qualité traitant du thème abordé ici, merci de compléter l'article en donnant les références utiles à sa vérifiabilité et en les liant à la section « Notes et références ».
En droit administratif français, le terme de recours contentieux désigne un recours exercé devant les juridictions administratives. Il se distingue donc des recours gracieux et hiérarchique qui sont souvent des préalables à un recours contentieux et qui s'exercent auprès de l'administration.

## Généralités
Le tribunal administratif géographiquement compétent est en principe celui dans le ressort duquel l'autorité qui a pris l'acte contesté à son siège, ou bien dans le ressort duquel est situé le domicile du requérant.
En général, le recours contentieux doit être introduit dans les deux mois suivant
- soit la notification de l'acte contesté
- soit la décision de rejet expresse ou implicite prise par l'administration sur un recours gracieux ou hiérarchique.

Le recours n'est en principe pas suspensif, ce qui signifie que la décision ou l'acte de l'administration continue à s'appliquer tant que le juge n'a pas rendu sa décision. Dans les cas d'urgence, il existe donc des procédures de référé administratif pour faire suspendre l'exécution de la décision.

## Les différents recours
- les recours en annulation : Ces recours visent à obtenir du juge la suppression d'un acte administratif. Il existe plusieurs types de recours en annulation dont le principal est le recours pour excès de pouvoir.

- les recours de plein contentieux : ils permettent d'obtenir du juge qu'il annule des décisions  mais il pourra aussi les réformer ou substituer ses propres décisions à celles qui étaient contestées. En outre, il pourra indemniser l'administré de ses préjudices. Parmi ces recours, on peut distinguer :
  - le recours en réformation, visant à faire annuler un acte et à demander au juge de remplacer la décision annulée
  - le recours en indemnisation, destiné à faire condamner l’administration et à indemniser la victime d'un dommage dont l'administration est responsable
  - le recours en appréciation de légalité par lequel le juge n’annule pas un acte administratif, mais indique seulement s'il est légal ou non.
  - le recours en interprétation, dans lequel le juge administratif tranche lorsque l'administration et l'administré s’opposent sur le sens à donner à un acte administratif.

- les recours réservés à l'administration : il s'agit de recours par lesquels l'administration demande au juge administratif l'autorisation de prendre une mesure particulière.